# سار پشت‌ارغوانی
سار پشت‌ارغوانی (نام علمی: Agropsar sturninus) نام یک گونه از سرده سارهای آسیایی است. این پرنده در کشورهای مختلف آسیایی پراکنده‌است.